# Alexandra Simons de Ridder
Alexandra Simons, coniugata de Ridder (Colonia, 29 ottobre 1963), è una cavallerizza tedesca, specializzata in dressage, vincitrice di una medaglia d'oro di squadra ai Giochi olimpici di Sydney 2000, cavalcando Chacomo.

## Palmarès
| Anno | Manifestazione  | Sede   | Evento           | Risultato | Prestazione | Note |
| ---- | --------------- | ------ | ---------------- | --------- | ----------- | ---- |
| 1999 | Europei         | Arnhem | Dressage squadre | Oro       | -           |      |
| 2000 | Giochi olimpici | Sydney | Dressage squadre | Oro       | 5.632 p.    |      |